# Too Fast for Love
Too Fast for Love — перший студійний альбом американського хеві-метал гурту Mötley Crüe. Перше видання в 900 примірників було випущено 10 листопада 1981 року на власному лейблі групи Leathür Records. Наступного року мейджор-лейбл Elektra Records підписав контракт з Mötley Crüe, після чого альбом перевидано з дещо іншим оформленням і треклистом. З перезаписаного релізу також було вилучено пісню «Stick to Your Guns», хоча вона включена, як бонус-треки у деякі видання альбому. Оригінальний мікс залишався невиданим на компакт-диску до 2002 року, поки він був включений у бокс-сет Music to Crash Your Car to: Vol. 1.
Хоча лонгплей досяг лише 77 місця в чарті альбомів Billboard 200 у Сполучених Штатах, зрештою отримав платиновий статус.
Обкладинка є даниною альбому The Rolling Stones - Sticky Fingers.
Платівка займає 22 місце у списку від Rolling Stone «100 найкращих метал-альбомів усіх часів» 2017 року.

## Треклист

### Оригінальний реліз 1981 року на Leathür Records
Автор музики і слів Ніккі Сікс, якщо не вказано інше. 
| Side one | Side one               | Side one                               | Side one   |
| #        | Назва                  | Автор                                  | Тривалість |
| -------- | ---------------------- | -------------------------------------- | ---------- |
| 1.       | «Live Wire»            |                                        | 3:14       |
| 2.       | «Public Enemy #1»      | Sixx, Lizzie Grey                      | 4:22       |
| 3.       | «Take Me to the Top»   |                                        | 3:43       |
| 4.       | «Merry-Go-Round»       |                                        | 3:22       |
| 5.       | «Piece of Your Action» | Lyrics: Sixx, Vince Neil / Music: Sixx | 4:39       |

| Side two | Side two             | Side two                         | Side two   |
| #        | Назва                | Автор                            | Тривалість |
| -------- | -------------------- | -------------------------------- | ---------- |
| 6.       | «Starry Eyes»        |                                  | 4:28       |
| 7.       | «Stick to Your Guns» |                                  | 4:20       |
| 8.       | «Come On and Dance»  |                                  | 3:11       |
| 9.       | «Too Fast for Love»  |                                  | 4:11       |
| 10.      | «On with the Show»   | Lyrics: Sixx, Neil / Music: Sixx | 4:07       |

### Перевидання 1982 на Elektra
| Перша сторона | Перша сторона        | Перша сторона | Перша сторона |
| #             | Назва                | Автор         | Тривалість    |
| ------------- | -------------------- | ------------- | ------------- |
| 1.            | «Live Wire»          |               | 3:14          |
| 2.            | «Come On and Dance»  |               | 2:47          |
| 3.            | «Public Enemy #1»    | Sixx, Grey    | 4:22          |
| 4.            | «Merry-Go-Round»     |               | 3:22          |
| 5.            | «Take Me to the Top» |               | 3:43          |

| Друга сторона | Друга сторона          | Друга сторона                    | Друга сторона |
| #             | Назва                  | Автор                            | Тривалість    |
| ------------- | ---------------------- | -------------------------------- | ------------- |
| 6.            | «Piece of Your Action» | Lyrics: Sixx, Neil / Music: Sixx | 4:39          |
| 7.            | «Starry Eyes»          |                                  | 4:28          |
| 8.            | «Too Fast for Love»    |                                  | 3:22          |
| 9.            | «On with the Show»     | Lyrics: Sixx, Neil / Music: Sixx | 4:07          |

| CD перевидання 2003 року на Mötley Records | CD перевидання 2003 року на Mötley Records                         | CD перевидання 2003 року на Mötley Records | CD перевидання 2003 року на Mötley Records |
| #                                          | Назва                                                              | Автор                                      | Тривалість                                 |
| ------------------------------------------ | ------------------------------------------------------------------ | ------------------------------------------ | ------------------------------------------ |
| 10.                                        | «Toast of the Town» (B-side синглу "Stick to Your Guns" 1981 року) | Mick Mars, Sixx                            | 3:35                                       |
| 11.                                        | «Tonight»                                                          | Eric Carmen                                | 4:27                                       |
| 12.                                        | «Too Fast for Love» (alternate intro)                              |                                            | 4:19                                       |
| 13.                                        | «Stick to Your Guns»                                               |                                            | 4:23                                       |
| 14.                                        | «Merry-Go-Round» (наживо у Сан-Антоніо, Техас)                     |                                            | 3:56                                       |
| 15.                                        | «Live Wire» (video)                                                |                                            | 12:18                                      |

## Учасники запису

### Mötley Crüe
- Вінс Ніл – головний вокал
- Мік Марс – гітара, бек-вокал
- Ніккі Сікс — бас-гітара
- Томмі Лі – ударні, бек-вокал

### Інші
- Глін Фелт – звукоінженер
- Азі Кіппер, Роберт Баталія - додаткові звукоінженери
- Міхаель Вагенер – звукоінженер, зведення
- Джо Ганш – мастеринг
- Бредлі Гілдерман – додаткові накладення та редагування
- Гордон Фордайс – реміксинг
- Рой Томас Бейкер – радник з реміксингу

## Чарти
США (Billboard 200) - 77 місце

## Сертифікації
| Регіон                                             | Сертифікація | Продажі    |
| -------------------------------------------------- | ------------ | ---------- |
| США (RIAA)                                         | Платиновий   | 1 000 000^ |
| ^відвантаження, що базуються лише на сертифікаціях |              |            |